# A bűvészinas
A bűvészinas (franciául L’Apprenti Sorcier) Paul Dukas szimfonikus zenekarra írt scherzója, amely Goethe verse nyomán született.

## A darab keletkezése
Paul Dukas (1865–1935) francia komponista és tanár. Gyakorlatilag „egyműves” szerző, szinte kizárólag ezt a művét játsszák hangversenyeken és adják ki hangfelvételeken. A bűvészinast 1897-ben komponálta.
A darab igazi programzene, Johann Wolfgang von Goethe 1797-ben született balladája (Der Zauberlehrling) adta a témát a szerzőnek, és a zene híven és szellemesen követi a költemény eseményeit. A kottán szerepel is az alcím: „Scherzo egy Goethe-ballada nyomán”. Maga a történet jól ismert, de könnyen lehet, hogy ez a széles körben ismertség a zenének köszönhető, úgy ahogy korábban Schubert zenéje tette ugyancsak Goethe Erlkönig (Rémkirály) című balladájával. A mese szerint a varázsló elmegy otthonról, és a hátrahagyott bűvészinas már azt hiszi, mindent ellesett mesterétől. Megparancsolja a seprűnek, hogy hordjon vizet a fürdőkádba. A seprű serényen dolgozok, csakhogy az ifjú bűvészpalánta elfelejtette a seprőt leállító varázsigét, így az rendületlenül dolgozik tovább, a víz elönti a szobát. Az öreg varázsló éppen idejében ér haza és megoldja a helyzetet.
A darabot 1897. május 18-án mutatták be nagy sikerrel, a 32 éves szerző vezényletével.

## A zene

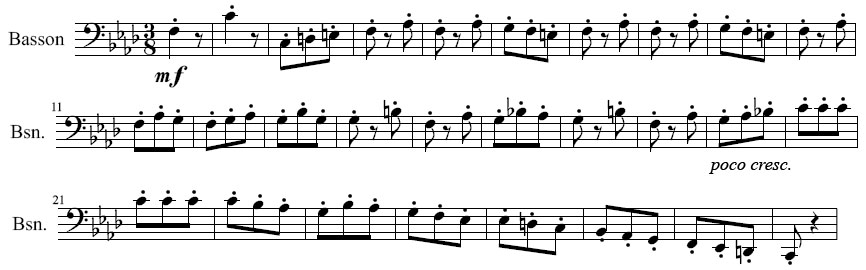
A seprű témája (a „Rajta, rajta! / Szedd a lábad…” szövegrészhez)

Dukas a történet előadásához kiválóan hangszerelt zenekart alkalmazott: a zenekar hangszíneinek gazdagságával, a hangerő és a ritmus kiváló alkalmazásával „festette le” a versbéli történetet. Mindehhez kevés témát használt, ezek közül viszont a darab – a mese szerint is indokolt – nagy részén a seprő lovagló-témája uralkodik. Ez a téma először a fagott hangján mutatkozik be (először játékosan, szökellően), majd a darab további részeiben is elő-előbukkan, hol az előtérben, hol a háttérben, és különböző hangszereken, hangszercsoportokon. A darab vége felé hangzik fel a kis bűvészinas segélykiáltás-motívuma, amit aztán a bölcs öreg mester megnyugvást hozó témája zár le, miközben néhány csepp víz lecsöppen még.
A zeneszerző meglehetősen nagy együttes számára hangszerelte darabját: a vonós szekción kívül két fuvola és piccolo, két oboa, két klarinét, három fagott és kontrafagott (vagy kontrabasszus szarruszofon), négy kürt, két trombita, két kornett, három harsona, üstdob, metallofon, nagydob, cintányér, triangulum és hárfa. Előadása – tempótól függően – mintegy 10–11 percet vesz igénybe.
A zene népszerűségét bizonyítja az is, hogy „szerepelt” az 1940-es Fantázia című Walt Disney-féle rajzfilmben.

## A szöveg
Kardos László fordítása
| 1 | Elment hát a vén varázsló, végre nincs ma itt a mester! Szellemeit én varázslom élni-halni most az egyszer! Ellestem igéit s hókuszpókuszát, s bűverővel én is művelek csodát. Rajta! rajta! Szedd a lábad, töltsd a kádat feredőre! Gazdag árral fürge habja hadd zubogjon, fuss! előre!                            | 2 | No vén seprű, jöszte szépen! Ócska rongyod fölveszed most! Rég nem éltél szolgaképpen, amit mondok, azt teszed most! Lábad lesz ma, talpra! A hegyibe fej! Uccu neki, rajta, ihol a cseber! Rajta, rajta! Szedd a lábad, töltsd a kádat feredőre! Gazdag árral fürge habja hadd zubogjon, fuss! előre! | 3 | Ni, a part felé rohan már! Mint a villám, gyors a lába! Máris ott van a folyamnál, s itt a víz a korsajába! Most már másodízben! Kádunk színig áll! Megmerül a vízben rocska, dézsa, tál! Állj meg! Állj meg! Ami kellett, mind betellett, állj, de menten! Jaj, mily sejtés réme száll meg: a varázsszót elfeledtem! |
| 4 | Jaj, a szót, a szót, mely újra, ami voltál, arra formál! Jaj, hogy hordja futva, fújva! Csak már megint seprű volnál! Önti, egyre önti, új meg új patak, mind nyakamba dönti, ezer zuhatag. Tűrni ezt nem, nem fogom már: megfogom már - beste lélek! Micsoda arc! Mily veszett szem! Egyre szörnyűbb, jaj de félek! | 5 | Hej, te sárkány ronda fattya! Fölvegye a víz a házat? Hisz dagadó áradatja minden küszöbünkön átcsap! Átkos seprűnyél te! Süket és konok! Csillapodj le végre, suta-buta bot! Nem hagyod hát abba rögtön? Itt az öklöm, ez megállít – s ott a balta – kerge, rongy fád egy-kettő, szilánkra válik!     | 6 | Lám megint hurcolja, hordja. Jaj, hogy is teperjelek le! Eltiporlak, gaz koboldja! Reccsen és talál a fejsze! Eltaláltam! éljen! Kétfelé szakadt! Visszatér reményem, és szívem szabad. Jaj, mi történt! Mind a két fél újra ép s él, úgy loholnak párba, talpra szökve tüstént! Segítsetek, nagy Hatalmak!           |
| 7 | És rohannak! Egyre fellebb! Lépcsőt, termet locska hab nyom! Szörnyű tenger, árja ellep! Mester, mester, halld a hangom! Itt a mester éppen, nagy a baj, gyere! Szellemet idéztem s nem birok vele! „A sarokba, vissza! térj meg seprűnyélnek! Szellemtesttel nem citálhat itt dologra senki más, csupán a mester!"  |   | |   | |